# Kościół św. Rafała Kalinowskiego w Białymstoku
Kościół świętego Rafała Kalinowskiego w Białymstoku – rzymskokatolicki kościół parafialny należący do parafii pod tym samym wezwaniem dekanat Białystok – Starosielce archidiecezji białostockiej).
Pozwolenie na budowę świątyni na placu przy ulicy Nowosielskiej 49 zostało w 2007 roku. Projekt kościoła został opracowany przez inżyniera architekta Andrzeja Nowakowskiego. Budowa świątyni i plebanii została rozpoczęta w 2008 roku. Obecnie kościół jest w trakcie budowy.